# 索西爾
38°57′N 7°40′W / 38.950°N 7.667°W
索西爾（葡萄牙語：Sousel），是葡萄牙的城鎮，位於該國中部，由波塔萊格雷區負責管轄，始建於1527年，面積279.32平方公里，2011年人口5,074，人口密度每平方公里18.17人。

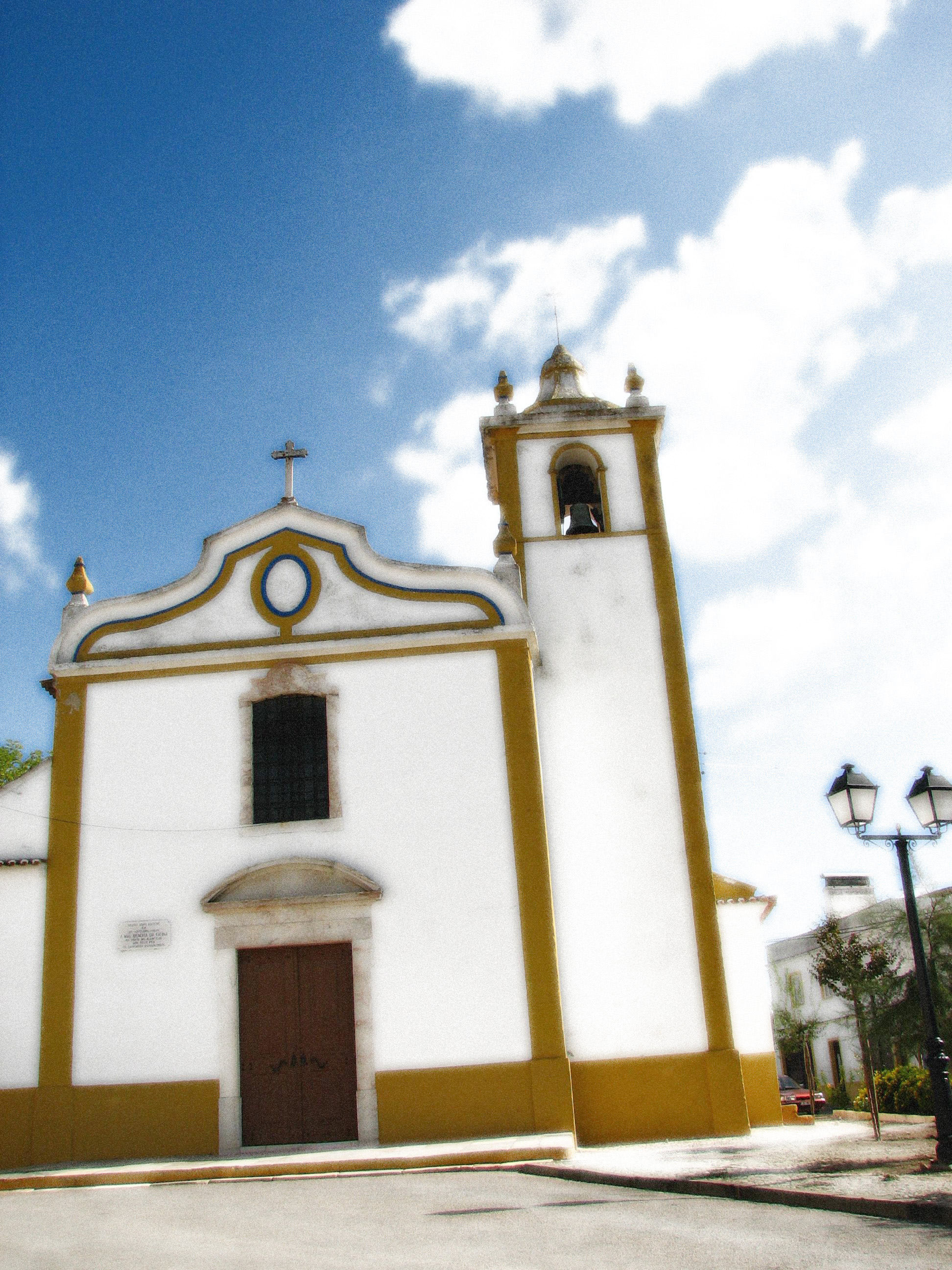

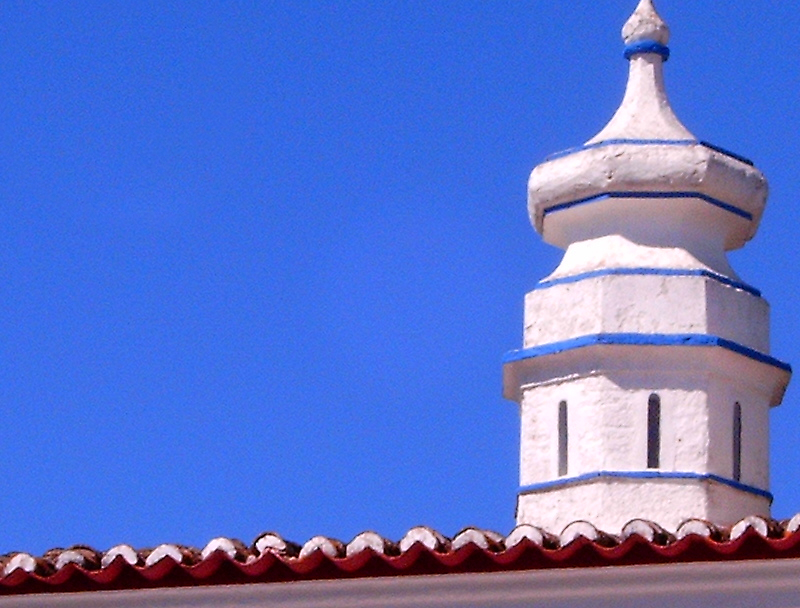